# Слобідська сільська рада (Тисменицький район)
| Слобідська сільська рада — орган місцевого самоврядування у Тисменицькому районі Івано-Франківської області з адміністративним центром у с. Слобідка. Утворена 25 березня 1993 року. Водоймища на території, підпорядкованій даній раді: річка Ворона. Сільській раді підпорядковані населені пункти: - с. Слобідка |

## Склад ради
Рада складається з 15 депутатів та голови.

### Керівний склад ради
| ПІБ                       | Основні відомості                                                           | Дата обрання | Дата звільнення |
| ------------------------- | --------------------------------------------------------------------------- | ------------ | --------------- |
| Гладун Михайло Васильович | Сільський голова, 1964 року народження, освіта, член Народного Руху України | 26.03.2006   | 31.10.2010      |

Примітка: таблиця складена за даними джерела